# High Bridge
High Bridge – jednostka osadnicza w Stanach Zjednoczonych, w stanie Kentucky, w hrabstwie Jessamine.